# 矢来観世家
矢来観世家（やらいかんぜけ）とは、能楽シテ方観世流の職分家のひとつ。観世九皐会を主宰し、分家観世銕之丞家の分家筋にあたる。梅若がかりの芸風を持ち、流内で宗家、分家、梅若両家に次ぐ格式と規模を持つ。

## 歴史
明治時代、銕之丞家四世の観世清済の次男源次郎氏演が、初世梅若実の婿養子となって五十三世梅若六郎を相続・襲名したものの、後に実に二人の実子（初世梅若万三郎・二世梅若実）が生れたので観世姓に復し、分家したことにはじまる。分家後、源次郎は観世清之（かんぜきよし）を名乗った。清之が一旦は梅若家へ入った事情により、芸系は梅若流に属する。
- 明治39年(1906年)、雑誌『能楽』に「九皐会」の名称が初出（独立は明治41年、月並会の開催は明治44年より）。
- 明治44年(1911年)、初世観世喜之が神田西小川町の自邸に能舞台を建て、同年6月17日第一回観世九皐会開催。
- 大正12年(1923年)、関東大震災により西小川町の舞台が焼失。
- 大正13年(1924年)、目白の二世観世喜之邸内に舞台竣工、舞台披き。
- 昭和5年(1930年)、牛込矢来町（現矢来能楽堂所在地、東京都新宿区矢来町60番地)に観世九皐会能楽堂落成。披露能開催。
- 昭和20年(1945年)5月24日、東京空襲により九皐会能楽堂焼失。
- 昭和21年(1946年)、染井能舞台にて、九皐会復興。
- 昭和27年(1952年)、牛込矢来町に観世九皐会能楽堂落成、矢来能楽堂と改称し舞台披き。同年9月17日より21日まで、矢来能楽堂舞台披記念「日加壽能」を開催。
- 昭和27年9月　社団法人観世九皐会設立。
- 平成14年4月　矢来能楽堂50周年記念日賀寿能を開催。
- 平成20年～22年　観世九皐会百周年記念公演を開催。
- 平成24年4月　公益社団法人観世九皐会に移行。

明治40年（1907年）、矢来観世家は丸岡莞爾の観世流改定本刊行会（現能楽書林）と協力し、それまでの謡本とは一線を画す改訂本を独自に刊行したが、これが当時の能楽界において問題となった。江戸時代以来の慣行として、流儀の謡本は宗家にのみ版権が帰属するとされていたからである。そしてこの事について宗家と清之の間で裁判となったが、結果は大審院において清之側の勝訴が確定した。以来能楽書林とは深い関係にあり、現在でも同社から独自の謡本を発行して使用している。しかし梅若流独立騒動の際には宗家側に立ち、最後まで観世流にとどまった。

## 歴代当主
- 初代：観世清之 - 観世清済の次男。初名源次郎氏演。一時五十三世梅若六郎を襲名。
- 二代：観世喜之 (初世) - 初代の養子。永島喜助の子。
- 三代：観世喜之 (2世) - 二代の養子。初名武雄。号輪雪。名人として知られる。
- 四代：観世喜之 (3世) - 三代の養子。前名武雄。本名敬祐。現当主。